# 霍羅韋齊
50°22′48″N 27°7′49″E / 50.38000°N 27.13028°E
霍羅韋齊（烏克蘭語：Хоровець），是烏克蘭西部的村莊，隸屬赫梅利尼茨基州的舍佩蒂夫卡區。該村分別距離斯拉武塔24公里和舍佩蒂夫卡18公里，面積2.31平方公里，海拔高度223米，2001年人口642。